# TV Show op Reis
De TV Show op Reis is een televisieprogramma van de AVROTROS (voorheen TROS), gepresenteerd door Ivo Niehe.
In plaats van presenteren vanuit de studio gaat Niehe naar de gasten toe. Doordat hij zoveel talen beheerst, is het mogelijk veel buitenlandse gasten te bezoeken. Van deze reportagevariant verschenen themareeksen. Zo was er in 1994 TV show op reis in Nederland te zien waarin Nederlandse sterren werden bezocht, gevolgd door TV show op reis door Nederland, een speciale reeks in samenwerking met Natuurmonumenten. In 1995 werd in het kader van de Hartweek TV show op reis door het lichaam uitgezonden.
In 2007 verschenen dertien afleveringen met "gast"-presentatoren als Jack van Gelder, Karin Bloemen en Robert ten Brink.